# Poephila cincta
Il diamante bavetta (Poephila cincta Gould, 1837) è un uccello passeriforme della famiglia degli Estrildidi.

## Tassonomia
La specie appartiene al genere Poephila, che condivide con l'affine e molto simile diamante codalunga (dal quale si ritiene che questa specie abbia cominciato a divergere attorno ai 600.000 anni fa) e col diamante mascherato.
Se ne riconoscono due sottospecie:
- Poephila cincta cincta, diffusa a sud della città di Townsville, caratterizzata da codione di colore bianco
- Poephila cincta atropygialis, diffusa a nord di Cairns, come intuibile dal nome (da atro-, prefisso latino per "nero" e πυγος, pygos, dal greco antico per "deretano") caratterizzata da codione nero;

## Distribuzione edhabitat
L'areale di questa specie si estende dalla penisola di Capo York in direttrice sud-est attraverso la fascia costiera del Queensland fino al Nuovo Galles del Sud settentrionale, dove tuttavia non sono più stati segnalati esemplari di questa specie dal 1994, tanto che essa ha assunto lo status di "minacciata" in questo stato e "vulnerabile" nel Queensland.
L'habitat di questo uccello, a differenza dei suoi congeneri (amanti degli spazi aperti) è rappresentato dalle aree secche cespugliose e boscose con presenza di fonti d'acqua dolce permanenti. In seguito alla diminuzione o alla sparizione di questo uccello da circa l'80% del suo areale originario, con la maggioranza della popolazione selvatica arroccata attorno a Townsville, a partire dal 2004 sono stati varati dei piani di ripopolamento e di bonifica dell'areale, impoverito da incendi, allevamento intensivo di bestiame ed aumento di aree erbose adibite a pascoli a discapito di quelle cespugliose ed arboree.

## Descrizione

### Dimensioni
Si tratta di un uccello di piccole dimensioni, che misura circa 10 cm di lunghezza coda compresa.

### Aspetto

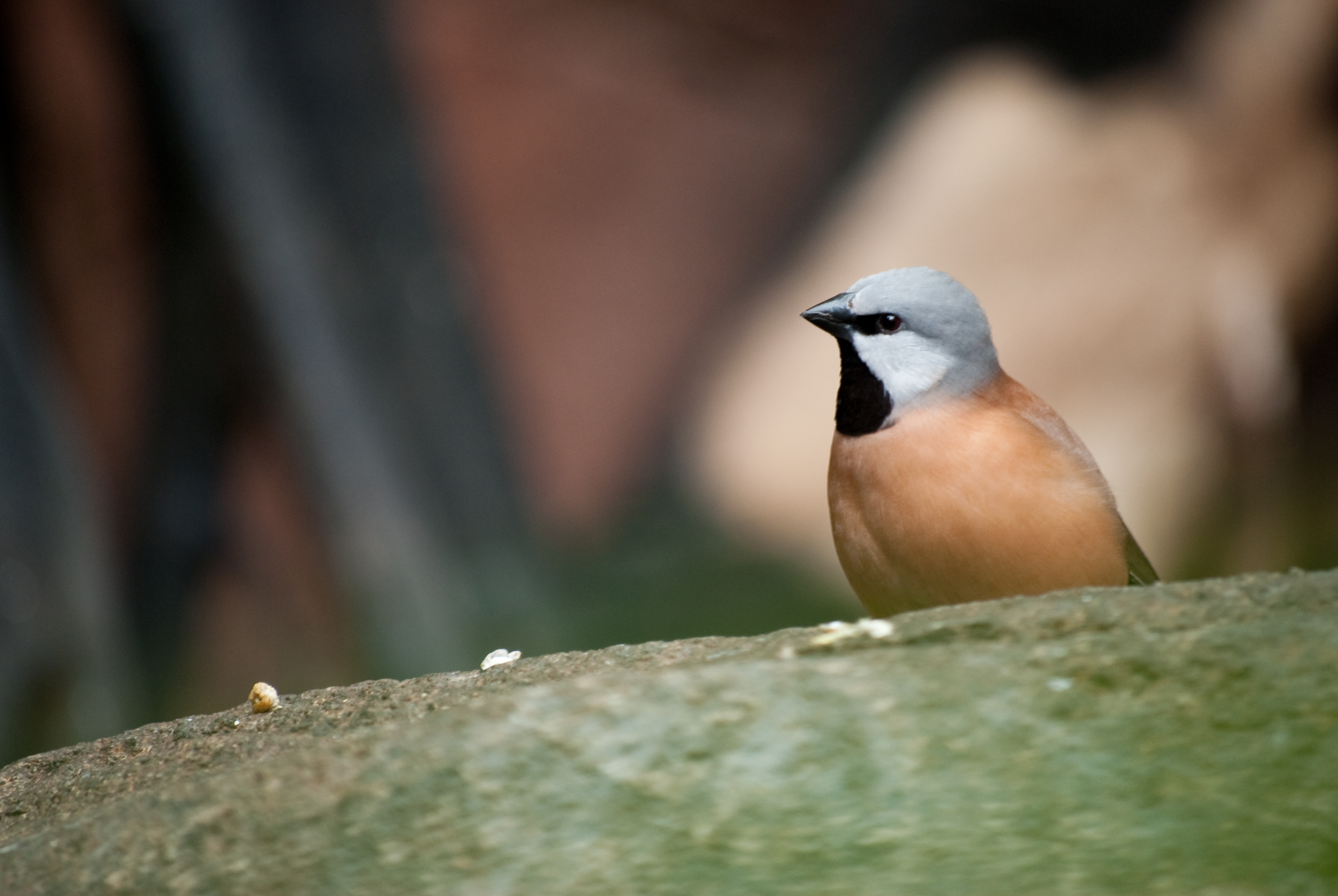
Un diamante bavetta al suolo.

L'aspetto è piuttosto simile al congenere diamante codalunga, rispetto al quale il diamante bavetta appare più tozzo e dal becco più piccolo. Il becco è nero, così come una fascia che dal becco va fino agli occhi e la famosa bavetta sulla gola, che dà il nome comune alla specie: nera è anche la coda ed una fascia che percorre ciascun fianco a guisa di cintura (da cui il nome scientifico cincta, "cinta"). La testa è di colore grigio, mentre il corpo è di colore grigio-nocciola con tendenza a scurirsi sul dorso e a mostrare delle calde sfumature albicocca su petto e ventre. Il sottocoda è bianco, mentre il codione è bianco nella sottospecie nominale e nero nella sottospecie atropygialis.

## Biologia
Il diamante bavetta è un uccello tendenzialmente stanziale che vive in piccoli gruppi, difficilmente costituiti da più di 30 individui: essi si muovono nella vegetazione con grande circospezione, tenendosi in contatto fra loro con continui richiami.

### Alimentazione
Si tratta di uccelli fondamentalmente granivori, che hanno ragione dei gusci dei piccoli semi grazie al forte becco. Non disdegnano anche altri cibi di origine vegetale, come frutta, bacche e germogli, così come sporadicamente possono cibarsi anche di piccoli insetti (soprattutto termiti, che vengono catturate quando sciamano durante la stagione delle piogge).

### Riproduzione
Il periodo riproduttivo è strettamente legato alla stagione delle piogge, in quanto i diamanti bavetta si riproducono appena dopo la stagione monsonica in maniera tale da assicurare ai nuovi nati un nutrimento abbondante: nelle regioni settentrionali dell'areale esso comincia generalmente a febbraio, mentre più a sud esso si concentra fra settembre a gennaio.
Il nido è rappresentato da una struttura tondeggiante di circa 15 cm di diametro, costituita da fili d'erba ed altro materiale filamentoso finemente intrecciato e munita di un caratteristico tunnel d'entrata di una decina di centimetri di lunghezza. Il nido viene costruito da entrambi i partner e viene collocato generalmente fra gli alberi di eucalipto, al di sopra dei 5 metri d'altezza.
Nel nido la femmina depone 4-6 uova biancastre che misurano circa 17 mm di lunghezza per 12 di larghezza. Ambo i sessi si alternano alla cova, che dura circa due settimane, ed all'allevamento dei pulli, che alla nascita sono ciechi ed implumi. Rispetto ad altre specie, i nidiacei di diamante bavetta sono poco vivaci ed insistenti nella richiesta di cibo, pertanto se allevati assieme ad altri nidiacei non conspecifici oppure in gran numero in un singolo nido (come spesso accade in cattività, dove molti allevatori utilizzano i passeri del Giappone come balie per varie specie di maggior pregio) corrono il rischio di essere surclassati fino a morire d'inedia.

I piccoli sono pronti per l'involo attorno alle tre settimane di vita, sebbene tendano a rimanere presso i genitori per almeno altre due settimane.